# Симонович Феодосія Марківна
Симонович Феодосія Марківна (19 травня (1 червня) 1913, с. Гірки — 6 січня 1988, с. Мукошин) — найбагатодітніша мати в Україні.

## Біографія
Народилася Симонович Феодосія Марківна в неділю (19 травня (1 червня) 1913 на хуторі Кінь, що належав до села Гірки. Перша дитина молодого подружжя Анастасії та Марка Кравчуків. Мала троє братів і дві сестри.
У 17 літ Феодосія зашлюбилась із Савком Павловичем Симоновичем (1908—1975), що проживав у сусідньому селі Мукошин.
Перша її дитина побачила світ в 1931 році, остання — у 1954-му. Отож за 23 роки подружнього життя народила 22 дітей. Один раз народжувала близнят (хлопчика і дівчинку, які залишилися живими).
За офіційними даними Любешівського відділу рагсу, Феодосія Марківна (на фото) дала життя 19 дітям, а за свідченнями її родичів, — 22. Цю різницю рідні пояснили тим, що троє народилося мертвими, і їх не реєстрували. Однак живими залишилося лише 7 малюків (6 дівчаток і хлопчик). Інші померли невдовзі після народження.
Велика багатодітність передалася нащадкам. Так, у дочки Марії — 11, а у внучки Любові Шейко — 10, у сім'ї сина Андрія — 12 дітей. Цікаво, що у сестер і братів Євгенії було щонайбільше, четверо дітей у сім'ї.
Померла Феодосія Марківна на 75-му році життя 6 січня 1988 року. Похована в селі Мукошин.